# Waldo Von Erich
Walter Paul Sieber, noto con il ring name di Waldo Von Erich (Toronto, 2 ottobre 1933 – Kitchener, 5 luglio 2009), è stato un wrestler canadese, maggiormente conosciuto per la sua gimmick del cattivo nazista prussiano, "fratello" (nella kayfabe) di Fritz Von Erich, fatto che lo rese un presunto membro della famiglia Von Erich agli occhi del pubblico, nonostante non avesse nessuna relazione di parentela con loro.

## Titoli e riconoscimenti
- Mid-Atlantic Championship Wrestling
  - NWA Southern Tag Team Championship (Mid-Atlantic version) (1) - con Fritz Von Erich
- National Wrestling Federation
  - NWF Heavyweight Championship (2)
  - NWF North American Heavyweight Championship (1)
- NWA Big Time Wrestling
  - NWA American Tag Team Championship (2) - con Fritz Von Erich[6][7]
  - NWA Brass Knuckles Championship (Texas version) (2)[8][9]
  - NWA Texas Heavyweight Championship (1)[10][11]
- NWA Tri-State
  - NWA North American Heavyweight Championship (Tri-State version) (1)
  - NWA United States Tag Team Championship (Tri-State version) (1) - con Karl Von Brauner[12]
- Stampede Wrestling
  - NWA Canadian Heavyweight Championship (Calgary version) (1)
  - Stampede Wrestling North American Championship (1)
  - Stampede Wrestling Hall of Fame (Classe del 1995)[13][14]
- World Championship Wrestling
  - IWA World Tag Team Championship (2) - con The Spoiler
  - NWA Austra-Asian Heavyweight Championship (1)
  - NWA Austra-Asian Tag Team Championship (1) - con Hiro Tojo
- World Wide Wrestling Federation
  - WWWF United States Tag Team Championship (1) - con Gene Kiniski[15]